# KWW T 2
Der Triebwagen KWW T 2 war ein Triebwagen der Kleinbahn Wallwitz-Wettin. Der Triebwagen wurde 1939 als Nachfolge für den KWW T 1 beschafft, da dessen Fassungsvermögen den Betriebsanforderungen nicht mehr entsprach.
Das Fahrzeug erhielt bei der Kleinbahnabteilung des Provinzialverbandes Sachsen die Bezeichnung T 14. Von der Deutschen Reichsbahn wurde er nach dem Krieg als VT 135 541 übernommen und bekam ab 1970 die neue EDV-Bezeichnung 186 030-3. Das Fahrzeug ist umgangssprachlich als Großer Wettiner klassifiziert. Es war bis 1975 im Betriebsdienst. Das Fahrzeug ist nicht mehr vorhanden.

## Geschichte

### KWW T 2
Mit dem Ansteigen der Fahrgastzahlen auf den provinzialsächsischen Nebenbahnen waren die eingesetzten Kleinen Wettiner auf ihren Einsatzstrecken an die Leistungsgrenze gelangt. Dadurch wurde von der Generalverwaltung in Merseburg der Bau einer vergrößerten Triebwagenbaureihe mit einem Achsstand von 5,8 m, einer Länge von 11 m und einer Sitzplatzanzahl von etwa 40 Sitzplätzen bei Gottfried Lindner AG in Ammendorf in Auftrag gegeben. Die ersten beiden Fahrzeuge wurden Mitte 1937 bei der Kleinbahn Ellrich–Zorge und der Delitzscher Kleinbahn AG in Betrieb gesetzt, 1939 erhielten noch einmal die Delitzscher Kleinbahn AG, die Langensalzaer Kleinbahn AG und die Kleinbahn Wallwitz-Wettin je ein Fahrzeug. Beim Bau der Fahrzeuge hatte die Gesellschaft einige Sonderwünsche, die sich im Preis des Fahrzeuges niederschlug. Als Kaufpreis für das Fahrzeug wird 47.222,80 Reichsmark angegeben.
Dieser Große Wettiner betrug fortan die Hauptlast auf der Kleinbahn.

### VT 135 541
Nach 1945 wurde der Wagen als VT 135 541 bezeichnet und beim Bahnbetriebswerk Aschersleben eingesetzt. Nach 1955 war der Wagen im Bahnbetriebswerk Halberstadt für verschiedene Strecken eingesetzt.

### 186 030-3
Nach 1970 wurde er als 186 030-3 bezeichnet und in Stendal beheimatet. Eingesetzt wurde er sehr häufig, monatliche Laufleistungen zwischen 5.300 und 5.800 Kilometern waren bei ihm noch die Norm. Der 186 030-3 war der letzte seiner Bauart, der am 30. Juli 1975 nach über 45 Dienstjahren ausgemustert wurde.

## Konstruktive Merkmale
Der Triebwagen gehörte zu einer Serie von Triebwagen für provinzialsächsische Kleinbahnen, von denen die Waggon- und Maschinenbau Görlitz in Görlitz schon 1933 die Konstruktion erstellt hatte. Daraufhin wurden von der WUMAG, der Dessauer Waggonfabrik und Lindner mehrere Fahrzeuge für diese Kleinbahnen hergestellt.
Das Untergestell und das Kastengerippe, das außen mit 1,5 mm starkem Blech verkleidet war, bestanden aus elektrisch verschweißten Baustahlprofilen. Konstruiert waren die Fahrzeuge als Solofahrzeuge. Deshalb hatten sie anfangs keine Zug- und Stoßeinrichtung. Für den Beiwagenbetrieb wurden sie später mit leichter Zug- und Stoßeinrichtung versehen. Als Bremseinrichtung besaß er eine einlösige Bremse der Bauart Knorr, die für einen Beiwagenbetrieb vorgesehen war. Gebremst wurden die Achsen nur einseitig. Gesandet wurde die Antriebsachse mit Druckluft. Die Inneneinrichtung unterteilte sich in das Fahrgastabteil und die beiden Führerstände. Sie waren durch Trennwände und Drehtüren voneinander getrennt. Der Fußboden bestand aus Kiefernholz, der mit Linoleum belegt war. Über Klappen im Fußboden konnte die Maschinenanlage gewartet werden. Das Fahrzeug verfügte über 35 gepolsterte Sitzplätze mit Armlehnen, zur damaligen Zeit eine Verbesserung des Reisekomforts. Im Gegensatz zu den Fahrzeugen der Kleinen Wettiner hatte das Fahrzeug eine Toilette.
Angetrieben wurden das Fahrzeug von dem Sechszylinder-Viertakt-Dieselmotor OM 54 von Mercedes-Benz. In den 1950er Jahren wurden die verschlissenen Originalmotoren durch den Motor EM 6-20 vom Motorenwerk Schönebeck ersetzt. Die Kraftübertragung erfolgte über das Mylius-Getriebe und ein Achswendegetriebe, das mit einer Drehmomentenstütze versehen war. Beheizt war das Fahrzeug über eine Warmwasserheizung, die so ausgelegt war, dass das Innere des Wagens bei −20 °C Außentemperatur auf +20 °C beheizt werden konnte.